# Sylvain Grenier
Sylvain Grenier (Varennes, 26 maart 1977) is een Canadees professioneel worstelaar die vooral bekend is van zijn tijd bij World Wrestling Entertainment, van 2003 tot 2007.
Tijdens zijn periode bij WWE, was Grenier lid van de La Résistance, van 2003 tot 2005.

## In het worstelen
- Finishers
  - 3 Seconds of Fame
  - Showoff

- Signature moves
  - Flapjack
  - Reverse STO
  - Rib breaker
  - Rotating belly to back side slam

- Managers
  - Maryse

## Prestaties
- Northern Championship Wrestling
  - NCW Quebec Championship (1 keer)

- Top of the World Wrestling
  - ToW Championship (1 keer)

- World Wrestling Entertainment
  - World Tag Team Championship (4 keer: met René Duprée (1x) en Rob Conway (3x))

- Wrestling Observer Newsletter awards
  - Worst Tag Team (2003) met René Duprée